# Rob Jones (calciatore 1971)
Robert Marc Jones (Wrexham, 5 novembre 1971) è un ex calciatore inglese, di ruolo difensore.

## Palmarès
- Coppa d'Inghilterra: 1

Liverpool: 1991-1992
- Coppa di Lega inglese: 1

Liverpool: 1994-1995